# ASG Vorwärts Leipzig

Diagramm zu Ligahöhe, Platzierungen und Delegierungen von Vorwärts Leipzig zwischen 1951 und 1991

Vorwärts Leipzig ist ein Verein der zu Zeiten der DDR als Armeesportgemeinschaft organisiert war und vor allem durch seine Fußballsektion bekannt wurde. Diese trug ihre Heimspiele im Vorwärts-Stadion an der Grenze von Leipzig Möckern zu Leipzig-Gohlis aus. Heute nennt er sich SV Vorwärts Leipzig e. V. und betreibt in erster Linie Schwimmsport und Orientierungslauf.
Die nachfolgend beschriebene Entwicklungsgeschichte von Vorwärts Leipzig ist eng verbunden mit der Entstehungsgeschichte der Nationalen Volksarmee der DDR, in der die Hauptverwaltung Ausbildung (HVA) des Ministeriums des Inneren und die Kasernierte Volkspolizei eine entscheidende Rolle spielten. Da Vorwärts unter all seinen Namen hauptsächlich durch seine Fußballmannschaften bekannt wurden, beschränkt sich der Artikel im Wesentlichen auch auf das Fußballgeschehen.

## Gründung, Umbenennungen und Delegierungen 1950 bis 1962

### SV, Volkspolizei, HVA, KVP und Berlin 1950 bis 1953
Die HVA rief 1950 die Sportvereinigung Vorwärts Leipzig ins Leben. Bis 1952 erlebte die Sportvereinigung mehrfache Umbenennungen (siehe Abschnitt Entwicklung im Überblick). Der erste Schritt zu einer spielstarken Fußballmannschaft wurde 1951 vollzogen, nachdem die SV Vorwärts Leipzig im Juni 1951 bei der HVA-Meisterschaft den Titel erkämpft hatte. Leipzig wurde zum HVA-Fußballstützpunkt erklärt, und unter dem Trainer Heinz Krügel wurden die besten HVA-Spieler aus der DDR in Leipzig zusammengezogen. Mit ihnen wurde anstelle der bisherigen SV Vorwärts die SV Volkspolizei (VP) Vorwärts Leipzig gegründet und im August 1951 ohne sportliche Qualifikation in die höchste DDR-Fußballklasse (Oberliga) eingestuft. Bereits während der Saison 1951/52 erfolgte eine Umbenennungen in SV Vorwärts der Hauptverwaltung Ausbildung (HVA) Leipzig. Nachdem die Mannschaft nur den 15. Platz erreichte, wurden im Laufe der nächsten Saison acht Spieler vom sportlich stärker eingeschätzten Lokalrivalen BSG Chemie Leipzig abgeworben, was jedoch den Unmut der Leipziger Fußballanhänger nach sich zog.
| Saisondaten 1951–1991 | Saisondaten 1951–1991 | Saisondaten 1951–1991 | Saisondaten 1951–1991 | Saisondaten 1951–1991 | Saisondaten 1951–1991 | Saisondaten 1951–1991                 |
| --- | --------------------- | --------------------- | --------------------- | --------------------- | --------------------- | ------------------------------------- |
| Liga | Level                 | Saison                | Platz (von)           | Punkte                | Tore                  | Zuschauer{\displaystyle \varnothing } |
| OL | 1                     | 1951/52               | 15 (19)               | 30:42                 | 57:60                 | 11.056                                |
| OL | 1                     | 1952/53               | 14 (17)               | 30:34                 | 49:56                 | 11.938                                |
| BK | 4                     | 1953/54               | 12                    | 40:60                 | 11:33                 |                                       |
| 1.KK | 5                     | 1954/55               | 1                     | 109:21                | 38:6                  |                                       |
| L | 2                     | 1954/55               | 9                     | 53:54                 | 24:28                 |                                       |
| BK | 5                     | 1955                  | 7                     | 32:25                 | 11:13                 |                                       |
| BK | 5                     | 1956                  | 3                     | 51:31                 | 30:16                 |                                       |
| BK | 5                     | 1957                  | 3                     | 77:36                 | 33:19                 |                                       |
| BK | 5                     | 1958                  | 1                     | 82:22                 | 45:07                 |                                       |
| BL | 4                     | 1959                  | 1                     | 76:22                 | 42:10                 |                                       |
| II. L | 3                     | 1960                  | 1                     | 58:36                 | 32:20                 |                                       |
| II. L | 3                     | 1961/62               | 1                     | 77:24                 | 61:17                 |                                       |
| L | 2                     | 1962/63               | 5                     | 43:30                 | 30:22                 | 823                                   |
| L | 2                     | 1963/64               | 11                    | 37:36                 | 27:33                 | 810                                   |
| L | 2                     | 1964/65               | 3                     | 62:50                 | 37:23                 | 777                                   |
| L | 2                     | 1965/66               | 5                     | 46:39                 | 33:27                 | 1.460                                 |
| L | 2                     | 1966/67               | 4                     | 38:25                 | 33:27                 | 1.240                                 |
| L | 2                     | 1967/68               | 5                     | 51:39                 | 34:26                 | 1.327                                 |
| L | 2                     | 1968/69               | 9                     | 30:31                 | 28:32                 |                                       |
| L | 2                     | 1969/70               | 16                    | 21:52                 | 15:45                 | 1.850                                 |
| BL | 3                     | 1970/71               | 1                     | 76:19                 | 55:5                  |                                       |
| L | 2                     | 1971/72               | 3                     | 35:21                 | 25:15                 | 2.365                                 |
| L | 2                     | 1972/73               | 1                     | 47:24                 | 31:13                 |                                       |
| Auf | 2                     | 1972/73               | 5 (5)                 | 8:14                  | 4:12                  | 3.200                                 |
| L | 2                     | 1973/74               | 5                     | 28:21                 | 25:19                 |                                       |
| 1.KK | 5                     | 1974/75               | 11                    | 38:47                 | 18:34                 |                                       |
| 1.KK | 5                     | 1975/76               | 12                    | 33:50                 | 18:34                 |                                       |
| 1.KK | 5                     | 1976/77               | 11                    | 46:64                 | 23:29                 |                                       |
| 1.KK | 5                     | 1977/78               | 3                     | 62:37                 | 36:16                 |                                       |
| 1.KK | 5                     | 1978/79               | 15                    | 30:89                 | 9:47                  |                                       |
| 2.KK | 6                     | 1979/80               | 8                     | 36:37                 | 25:27                 |                                       |
| 2.KK | 6                     | 1980/81               | 3                     | 62:25                 | 44:8                  |                                       |
| 1.KK | 6                     | 1981/82               | 3                     | 56:46                 | 29:23                 |                                       |
| 1.KK | 6                     | 1982/83               | 5                     | 58:43                 | 32:20                 |                                       |
| 1.KK | 6                     | 1983/84               | 2                     | 75:21                 | 44:8                  |                                       |
| 1.KK | 6                     | 1984/85               | 2                     | 64:31                 | 42:14                 |                                       |
| 1.KK | 6                     | 1985/86               | ?                     | ??:??                 | ??:??                 |                                       |
| 1.KK | 6                     | 1986/87               | ?                     | ??:??                 | ??:??                 |                                       |
| 1.KK | 6                     | 1987/88               | 1                     | 99:26                 | 47:5                  |                                       |
| SK | 5                     | 1988/89               | 1                     | 73:33                 | 40:12                 |                                       |
| BK | 4                     | 1989/90               | 9                     | 30:35                 | 22:30                 |                                       |
| BK | 4                     | 1990/91               | 15                    | 31:72                 | 16:44                 |                                       |
| OL=Oberliga, L=Liga, II. L=II. Liga, BL=Bezirksliga, BK=Bezirksklasse, SK=Stadtklasse, 1.KK=1.Kreisklasse, 2.KK=2.Kreisklasse, Auf=Aufstiegsrunde zur DDR-Oberliga |                       |                       |                       |                       |                       |                                       |

Trotz der Verstärkungen trat bei mittlerweile als SV Vorwärts der Kasernierten Volkspolizei (KVP) Leipzig antretenden Mannschaft keine Leistungsverbesserung ein. Daraufhin beschloss die Leitung der Kasernierten Volkspolizei noch während der Saison, die gesamte Leipziger Oberliga-Mannschaft nach Ost-Berlin zu verlegen, wo sich in der höchsten Spielklasse eine auf Dauer konkurrenzfähige Fußballmannschaft etablieren sollte. Bereits die letzten Heimspiele der Saison 1952/53 wurden als SV Vorwärts der KVP Berlin im Berliner Friedrich-Ludwig-Jahn-Sportpark ausgetragen, doch am Saisonende musste die Mannschaft als Viertletzter in die DDR-Liga absteigen.
| Name (Alter)            | Position   | vorher                 | nachher                  | Spiele bis 3/1953 |
| ----------------------- | ---------- | ---------------------- | ------------------------ | ----------------- |
| Walter Vogelsang (27)   | Tor        |                        | Einheit Ost Leipzig      | 24                |
| Walter Grosser (?)      | Tor        |                        | Chemie Karl-Marx-Stadt   | 16                |
| Helmut Hartmann (27)    | Tor        |                        |                          | 4                 |
| Wilhelm Brodthagen (27) | Abwehr     | Einheit Bergen         | ZSK Vorwärts Berlin      |                   |
| Gerhard Ebert (26)      | Abwehr     | Stahl Riesa            | ZSK Berlin               |                   |
| Werner Keller (28)      | Abwehr     | Empor Wurzen           | Empor Wurzen             | 62                |
| Erich Rössner (22)      | Abwehr     |                        |                          | 11                |
| Horst Bartholomäus (23) | Mittelfeld | VP Potsdam             | Rotation Babelsberg      | 43                |
| Gerhard Reichelt (20)   | Mittelfeld |                        | ZSK Vorwärts Berlin      |                   |
| Franz Richter (22)      | Mittelfeld | Rotation Dresden       | ZSK Vorwärts Berlin      |                   |
| Horst Beyer (27)        | Sturm      |                        | Motor West Karl-Marx-St. | 51                |
| Helmut Budick (27)      | Sturm      |                        | Chemie Leipzig           | 6                 |
| Helmut Lorenz (28)      | Sturm      | Einheit Ost Leipzig    | ZSK Vorwärts Berlin      |                   |
| Siegfried Meier (26)    | Sturm      | Motor Zwickau          | Motor Zwickau            | 11                |
| Kurt Roil (21)          | Sturm      |                        | Aktivist Brieske-Ost     | 19                |
| Helmut Teidke (?)       | Sturm      | Einheit Ost Leipzig    |                          | 12                |
| Roland Weigel (?)       | Sturm      | Industrie Leipzig      | ZSK Vorwärts Berlin      |                   |
| Werner Wolf (26)        | Sturm      | SG Dresden-Zschachwitz | ZSK Vorwärts Berlin      |                   |

### SV Vorwärts KVP/SC Vorwärts Leipzig 1953 bis 1956
Die Reservemannschaft der SV Vorwärts verblieb in Leipzig und trat in der Saison 1953/54 als SV Vorwärts KVP Leipzig in der fünftklassigen Bezirksklasse Leipzig an und beendete die Saison abgeschlagen als Absteiger. Im Rahmen der 1955 DDR-weit durchgeführten Sportclub-Bildung wurde die SV Vorwärts in den SC Vorwärts Leipzig umgebildet. Dessen Fußballmannschaft übernahm im Februar 1955 den Platz der aufgelösten Fußballsektion des SC DHfK Leipzig in der laufenden zweitklassigen DDR-Liga Saison 1954/55. Mit Platz neun konnten sich die Leipziger jedoch nicht für die neue eingleisige I. DDR-Liga qualifizieren. Im August 1955 wurde der SC Vorwärts Leipzig nach Cottbus umgesiedelt und bestand dort zunächst als SC Vorwärts der Luftstreitkräfte Cottbus. Parallel dazu spielte auch noch die „Reservemannschaft“, welche in der Vorsaison aus der Bezirksklasse abgestiegen war. Dieses Team wurde in der 1. Kreisklasse souverän Meister und stieg umgehend wieder in die Bezirksklasse auf.
Nachfolgend sind einige der 16 ehemaligen Leipziger Spieler aufgeführt, welche im August 1955 vom ZSK Vorwärts Berlin wieder zurück nach Leipzig wechselten, um dort ein halbes Jahr für den SC Vorwärts zu spielen, ehe die Leipziger Mannschaft nach Cottbus versetzt wurde:
- Gerhard Ebert (69 Oberligaspiele in Leipzig und Berlin)
- Heinz Klinkhammer (15)
- Günter Knott (1)
- Rolf Mücklich (9)
- Horst Scherbaum* (41)
- Hans-Jürgen Stenzel (2)
- Gerhard Vogt
- Roland Weigel (61)
- Werner Welzel* (9)

* gingen nicht nach Cottbus

### ASK Vorwärts Leipzig 1956 bis 1962
Im Zusammenhang mit der 1956 erfolgten Gründung der Nationalen Volksarmee entstand im gleichen Jahr der Armeesportklub (ASK) Vorwärts Leipzig. Dessen Fußballsektion übernahm den Platz des SC Vorwärts in der Bezirksklasse Leipzig. 1958 wurde der ASK Staffelsieger und stieg in den folgenden drei Jahren bis in die zweithöchste Spielklasse, die I. DDR-Liga, auf. 1959 erreichte der ASK im DDR-Fußballpokal-Wettbewerb das Viertelfinale, unterlag dort aber dem Oberligisten Turbine Erfurt mit 0:3. Im Aufstiegsjahr 1962 wurde die Fußballsektion des ASK ausgegliedert und als Armeesportgemeinschaft (ASG) Vorwärts Leipzig weitergeführt.

## ASG/ASV Vorwärts Leipzig 1962 bis 1974
Die ASG Vorwärts erreichte in ihrer ersten DDR-Liga-Saison 1962/63 als Neuling einen beachtlichen fünften Platz unter den 14 Teams der Südstaffel der zweigeteilten Liga. Bis 1969 behauptete sich die Mannschaft, die seit März 1967 als ASV Vorwärts Leipzig antrat, sicher in der zweithöchsten Spielklasse, erlebte aber in der Saison 1969/70 einen herben Tiefschlag, als sie abgeschlagen Tabellenletzter wurde und wieder in die Bezirksliga absteigen musste. Ein Jahr später erkämpfte sich die ASG bereits die Bezirksmeisterschaft und kehrte umgehend in die nun fünfgleisige DDR-Liga zurück. 1972 Dritter, beendete die ASG 1973 die Saison als Staffelsieger 1972/73, verpasste aber als Fünfter der Aufstiegsrunde den Aufstieg in die Oberliga. Garanten für diesen Aufschwung waren unter anderen die beiden Oberliga-erfahrenen Manfred Lienemann und Otto Skrowny, die bei Vorwärts Leipzig ihren Wehrdienst ableisteten. Nachdem die Leipziger die Saison 1973/74 auf Rang fünf abgeschlossen hatten, wurde die Ligaelf nach Dessau delegiert, um dort als ASG Vorwärts Dessau weiter am Wettbewerb teilzunehmen.
Im DDR-Fußballpokal war die ASG/ASV Vorwärts Leipzig in den zwölf Jahren ihres Bestehens mit Ausnahme von 1971/72 an allen Wettbewerben beteiligt. 1962/63, 1966/67 und 1972/73 erreichte die Mannschaft jeweils das Achtelfinale, sonst schied sie entweder in der ersten oder zweiten Runde aus.

## ASG Vorwärts Leipzig 1974 bis 1992
Der in Leipzig verbliebene Part benennt sich zurück in ASG Vorwärts. Das 1973/74 in der 1. Kreisklasse antretende „Zwote“ Team wird zur neuen „Ersten“ und spielt nur noch auf lokalem Niveau. 1979/80 und 1987/88 wird das Stadtpokalfinale erreicht und jeweils verloren. 1988/89 wird das Team Leipziger Kreismeister und steigt noch einmal in die Bezirksklasse auf. In der Zeit der Friedliche Revolution und dem Übergang zur deutschen Wiedervereinigung fusionierte Vorwärts mit der BSG Starkstrom Leipzig. In der Saison 1990/91 ist letztmals ein „Erstes“ Vorwärts Team in Saison Abschlusstabellen erfasst. In der Saison 1991/92 letztmals ein „Zweites“ Vorwärts Team in der Stadtklasse als „SG Starkstrom/Vorwärts Leipzig II“ in Saison Abschlusstabellen erfasst. Der weitere Werdegang ist leider unbekannt.

## SV Vorwärts Leipzig 1990er bis heute
Ein Teil des alten Vereins organisierte sich im neuen gesamtdeutschen Sportsystem fortan unter dem Namen SV Vorwärts Leipzig e. V. Vorrangig engagiert in den Bereichen Schwimmsport und Orientierungslauf, dabei alle Altersklassen bedient. Die Gruppe „Secret Grounds 'n Stories“ organisierte am 30. Juli 2022 eine Lesung zur Thematik am Ort an dem das Vorwärts-Stadion stand.

## Entwicklung im Überblick
| 1950           | Gründung der SV Vorwärts Leipzig                                                                                           |
| August 1951    | Umbenennung in SV Volkspolizei Vorwärts Leipzig                                                                            |
| April 1952     | Umbenennung in SV Vorwärts der HVA Leipzig                                                                                 |
| November 1952  | Umbenennung in SV Vorwärts KVP Leipzig                                                                                     |
| April 1953     | Delegierung nach Berlin und Umbenennung in SV Vorwärts der KVP Berlin                                                      |
| Februar 1955   | Gründung des SC Vorwärts Leipzig                                                                                           |
| Dezember 1955  | Delegierung nach Cottbus und Umbenennung in SC Vorwärts der Luftstreitkräfte Cottbus                                       |
| 1956           | Gründung des ASK Vorwärts Leipzig                                                                                          |
| Juli 1962      | Umbenennung in ASG Vorwärts Leipzig                                                                                        |
| März 1967      | Umbenennung in ASV Vorwärts Leipzig                                                                                        |
| September 1974 | Delegierung des Ligakollektivs nach Dessau und Umbenennung in ASG Vorwärts Dessau                                          |
| September 1974 | Der in Leipzig verbliebene Part benennt sich zurück in ASG Vorwärts, spielt noch auf lokalem Niveau (1988/89 Kreismeister) |
| 1990           | Fusion mit der BSG Starkstrom Leipzig zu Vorwärts Starkstrom                                                               |
| Seit 1991      | SV Vorwärts Leipzig e. V. vorrangig Schwimmsport und Orientierungslauf.                                                    |

## Besondere Spiele
| Datum              | Paarung                                           | Ergebnis  | Wettbewerb                                           | Zuschauer & Stadion                | Besonderheit |
| ------------------ | ------------------------------------------------- | --------- | ---------------------------------------------------- | ---------------------------------- | --- |
| 29. August 1951    | SV Deutsche VP Dresden SV VP Vorwärts Leipzig     | 6:1       | DDR-Oberliga 1951/52, 1. Spieltag                    | 12.000 Heinz-Steyer-Stadion        | Erstes Oberligaspiel. Vorwärts startet ohne sportliche Qualifikation in der höchsten Spielklasse                                                                                |
| 1. September 1951  | SV VP Vorwärts Leipzig BSG Motor Weimar           | 2:2       | DDR-Oberliga 1951/52, 2. Spieltag                    | 6.000 Vorwärts-Stadion             | Erstes Oberligaheimspiel |
| 9. September 1951  | SV VP Vorwärts Leipzig BSG Chemie Leipzig         | 0:3       | DDR-Oberliga 1951/52, 12. Spieltag                   | 18.000 Vorwärts-Stadion            | Erstes Derby mit einem anderen Leipziger Club |
| 30. Dezember 1951  | SV VP Vorwärts Leipzig BSG Turbine Halle          | 2:1       | DDR-Oberliga 1951/52, 19. Spieltag                   | 35.000 Vorwärts-Stadion            | Zuschauerrekord im Vorwärts-Stadion |
| 16. März 1952      | BSG Chemie Leipzig SV VP Vorwärts Leipzig         | 2:1       | DDR-Oberliga 1951/52, 30. Spieltag                   | 45.000 Bruno-Plache-Stadion        | „Muss aufgrund der riesigen Nachfrage ins größere Bruno-Plache-Stadion verlegt werden“                                                                                          |
| 11. April 1952     | SV VP Vorwärts Leipzig FSV Frankfurt a. M.        | 2:4       | Innerdeutsches Freundschaftsspiel                    | 25.000 Bruno-Plache-Stadion        | |
| 7. Mai 1952        | SV Vorwärts der HVA Leipzig Alemannia 1890 Berlin | 3:0       | Innerdeutsches Freundschaftsspiel                    | 50.000 Bruno-Plache-Stadion        | 50.000 zahlende Gäste sind der Zuschauerrekord für ein Vorwärts Spiel |
| 30. Mai 1952       | SV Vorwärts der HVA Leipzig SK Admira Wien        | 2:2       | Freundschaftsspiel                                   | 50.000 Bruno-Plache-Stadion        | 50.000 zahlende Gäste sind der Zuschauerrekord für ein Vorwärts Spiel |
| 14. Dezember 1952  | SV Vorwärts der KVP Leipzig BSG Chemie Leipzig    | 0:1       | DDR-Oberliga 1952/53, 16. Spieltag                   | 20.000 Vorwärts-Stadion            | „Die ehemaligen Chemie-Spieler hatten nun nicht mehr Zehntausende hinter, sondern gegen sich.“                                                                                  |
| 1. Januar 1953     | SV Vorwärts der KVP Leipzig Dinamo Bukarest       | 2:5       | Internationales Freundschaftsspiel                   | 46.000 Bruno-Plache-Stadion        | „Gegen die Dynamo-Auswahl aus Rumänien wurden bereits die meisten von Chemie Leipzig übergetretenen Kräfte ausprobiert“                                                         |
| 1. Februar 1953    | BSG Chemie Leipzig SV Vorwärts der KVP Leipzig    | 2:1       | DDR-Oberliga 1952/53, 33. Spieltag                   | 30.000 Bruno-Plache-Stadion        | Insgesamt sieben Chemie-Spieler werden bis zum 23.12.1952 zum Übertritt zu Vorwärts „bearbeitet und weichgeklopft“                                                              |
| 11. April 1955     | SC Vorwärts Leipzig Bremer SV                     | 4:1       | innerdeutsches Freundschaftsspiel                    | 8.500 Max-Reimann-Stadion, Cottbus | Mit diesem Spiel stellten sich die künftigen Cottbuser erstmals in ihrer neuen Heimat vor. Der Gast war ein Vertreter der damals höchsten Spielklasse in der BRD, der Oberliga. |
| 19. April 1956     | BSG Chemie Leipzig West SC Vorwärts Leipzig       | 3:1       | Bezirksklasse, Staffel 1 1956, 4. Spieltag           | Georg-Schwarz-Sportpark            | Beide Vereine hatten ihr Erstliga-Spielrecht verloren und trafen insgesamt dreimal in der fünften Liga aufeinander.                                                             |
| 26. August 1959    | ASK Vorwärts Leipzig Turbine Erfurt               | 0:3       | FDGB-Pokal 1959, Viertelfinale                       | 5.000 Vorwärts-Stadion             | Sensationell als Viertliga-Aufsteiger ins Pokal-Viertelfinale vorgedrungen |
| 16. Juni 1963      | ASK Vorwärts Leipzig SC Leipzig                   | 1:3       | Freundschaftsspiel                                   | 12.000 Zentralstadion              | Turnfest Bewerbung: „Vorwärts zum IV. Deutschen Turn- und Sportfest vom 1.-4. August 1963“.                                                                                     |
| 19. Dezember 1965  | ASG Vorwärts Leipzig ASK Vorwärts Berlin          | 1:2 n. V. | FDGB-Pokal 1965/66 2. Runde                          | 2.500 Stadion des Friedens         | Wiedersehen mit dem einstigen „Ersten“ Team, welches 12 Jahre zuvor von Leipzig nach Berlin delegiert und inzwischen zum DDR-Rekordmeister empor gestiegen war                  |
| 15. Oktober 1966   | ASG Vorwärts Leipzig BSG Wismut Aue               | 4:1       | FDGB-Pokal 1966/67 2. Runde                          | 3.500 Stadion des Friedens         | Kleine Pokalsensation |
| 26. Dezember 1967  | ASG Vorwärts Leipzig SG Dynamo Dresden            | 0:1 n. V. | FDGB-Pokal 1967/68 2. Runde                          | 1.500 Stadion des Friedens         | Vorwärts verliert nur knapp gegen den Erstligisten nach der Verlängerung |
| 31. August 1969    | ASV Vorwärts Leipzig 1. FC Lokomotive Leipzig     | 0:4       | DDR-Liga 1969/70                                     | 12.000 Vorwärts-Stadion            | Lok steigt direkt wieder in die DDR-Oberliga auf, Vorwärts steigt in die Bezirksliga ab                                                                                         |
| 19. September 1971 | BSG Chemie Leipzig ASV Vorwärts Leipzig           | 0:1       | DDR-Liga 1971/72, 4. Spieltag                        | 12.000 Georg-Schwarz-Sportpark     | Ein Teil der 12 000 Zuschauer randalierte nach dem Ortsderby [...] Schließlich ging die Transportpolizei rustikal gegen Fans vor.                                               |
| 5. März 1972       | ASV Vorwärts Leipzig BSG Chemie Leipzig           | 1:2       | DDR-Liga 1971/72, 15. Spieltag                       | 14.000 Stadion des Friedens        | Chemie gelingt der sofortige Wiederaufstieg in die DDR-Oberliga, Vorwärts wird dritter                                                                                          |
| 11. November 1972  | ASV Vorwärts Leipzig BSG Sachsenring Zwickau      | 1:0       | FDGB-Pokal 1972/73 2. Runde                          | 2.000 Stadion des Friedens         | Wieder präsentiert sich Vorwärts als Pokalschreck |
| 2. Dezember 1972   | ASV Vorwärts Leipzig BFC Dynamo                   | 1:2       | FDGB-Pokal 1972/73 Achtelfinale                      | 2.000 Stadion des Friedens         | Das Hinspiel wurde im Berliner Sportforum mit 1:5 verloren |
| 6. Mai 1973        | BSG Energie Cottbus ASV Vorwärts Leipzig          | 1:0       | Aufstiegsrunde zur DDR-Oberliga 1972/73, 1. Spieltag | 8.000 Stadion der Freundschaft     | „Nur eine einzige Großchance gab es im Verlaufe der 90 Minuten für Vorwärts zu registrieren! Weiße riskierte ein Solo [...] die Kugel klatschte an die Latte.“                  |
| 13. Mai 1973       | ASV Vorwärts Leipzig BSG Stahl Riesa              | 1:2       | Aufstiegsrunde zur DDR-Oberliga 1972/73, 2. Spieltag | 7.500 Stadion des Friedens         | „Stahl Riesa [...] zog auch tatsächlich rund 8.000 Besucher an, darunter eine stimmgewaltige Kulisse aus Riesa.“                                                                |
| 1980               | BSG Motor Gohlis Nord ASG Vorwärts Leipzig        | 2:1       | Endspiel Stadtpokal Leipzig 1979/80                  | Unbekannt                          | |
| 1988               | BSG LVB Leipzig ASG Vorwärts Leipzig              | 1:0       | Endspiel Stadtpokal Leipzig 1987/88                  | Unbekannt                          | |

Anmerkung: Weitere spannende Duelle mit Beteiligung von Vorwärts sind beim Leipziger Stadtderby aufgelistet.

## Stadion
Am 29. September 1935 weihte der dreimalige Deutsche Feldhandball- und einmalige Rugbymeister MTSA Leipzig sein Vereinsstadion ein. Es entstand auf dem Gelände zwischen der Herr- (jetzt Olbricht-) und der Landsberger Straße im Grenzbereich der Leipziger Stadtteile Möckern und Gohlis. Mit Ausbruch des Zweiten Weltkrieges 1939 wurden die Mannschaften der Militär-Turn-und Sportabteilung aus den Ligen zurückgezogen. Spätestens ab dem Jahr 1951 lässt sich die Nutzung des Geländes durch einen ersten Vorwärts Leipzig Verein belegen. Die höchste bekannte Zuschauerzahl wurde mit 35.000 Gästen am 30. Dezember 1951 beim DDR-Oberliga Match zwischen der SV VP Vorwärts Leipzig und der BSG Turbine Halle erreicht. Die Spielstätte wird auf den Programmheften mal als „Sport-Stadion der SV Vorwärts“ (1952), „Vorwärts-Stadion“ (1955), „Stadion der Nationalen Volksarmee“ (1957) oder in Kurzform „Stadion der NVA“ (ab 1966) bezeichnet. Zu manchen Partien wich Vorwärts auch ins Stadion des Friedens aus, welches sich in unmittelbarer Nachbarschaft befindet. Für Spiele mit sehr hohen Zuschauerzahlen, wie gegen Bukarest, Wien, Berlin oder den FSV Frankfurt a. M. wurde auch vor bis zu 50.000 Zuschauern im Bruno-Plache-Stadion gespielt. Mindestens ein Heimspiel wurde im „Südost-Stadion“ des heutigen SSV Stötteritz ausgetragen. Die Fläche, auf dem sich das Vorwärts-Stadion befand, wurde mittlerweile durch Mietshäuser bebaut. Heute sind nur noch ruinenhafte, wild bewachsene Überreste der früheren Nord- und Südkurve erkennbar.

## Andere Sportarten

### Basketball
Unter dem Namen ASK Vorwärts Leipzig wurde die Herren-Abteilung in den Jahren 1965 – 1969 fünfmal hintereinander DDR-Meister sowie 1966 und 1967 auch Pokalsieger. Auch im Europapokal konnten Erfolge verbucht werden. In der Saison 1966/67 wurde die „Top-8“-Runde im Europapokal der Landesmeister erreicht. In dieser scheiterte Vorwärts u. a. knapp an Real Madrid und schied als Drittplatzierter der „A Gruppe“ aus. Auch im damals noch recht populären Europapokal der Pokalsieger erreichte Vorwärts 1967/68 nach Siegen über Lewski Sofia und Wisła Krakau das Halbfinale, in dem nach einem 57:58 und 76:98 gegen den 11-maligen Meister und späteren Europacupsieger des Jahres 1969 Slavia Prag Endstation war.